# Oreochromis jipe
Oreochromis jipe é uma espécie de peixe da família Cichlidae.
Pode ser encontrada nos seguintes países: Quénia e Tanzânia.
Os seus habitats naturais são: rios e lagos de água doce.